# John Russell (Hundezüchter)

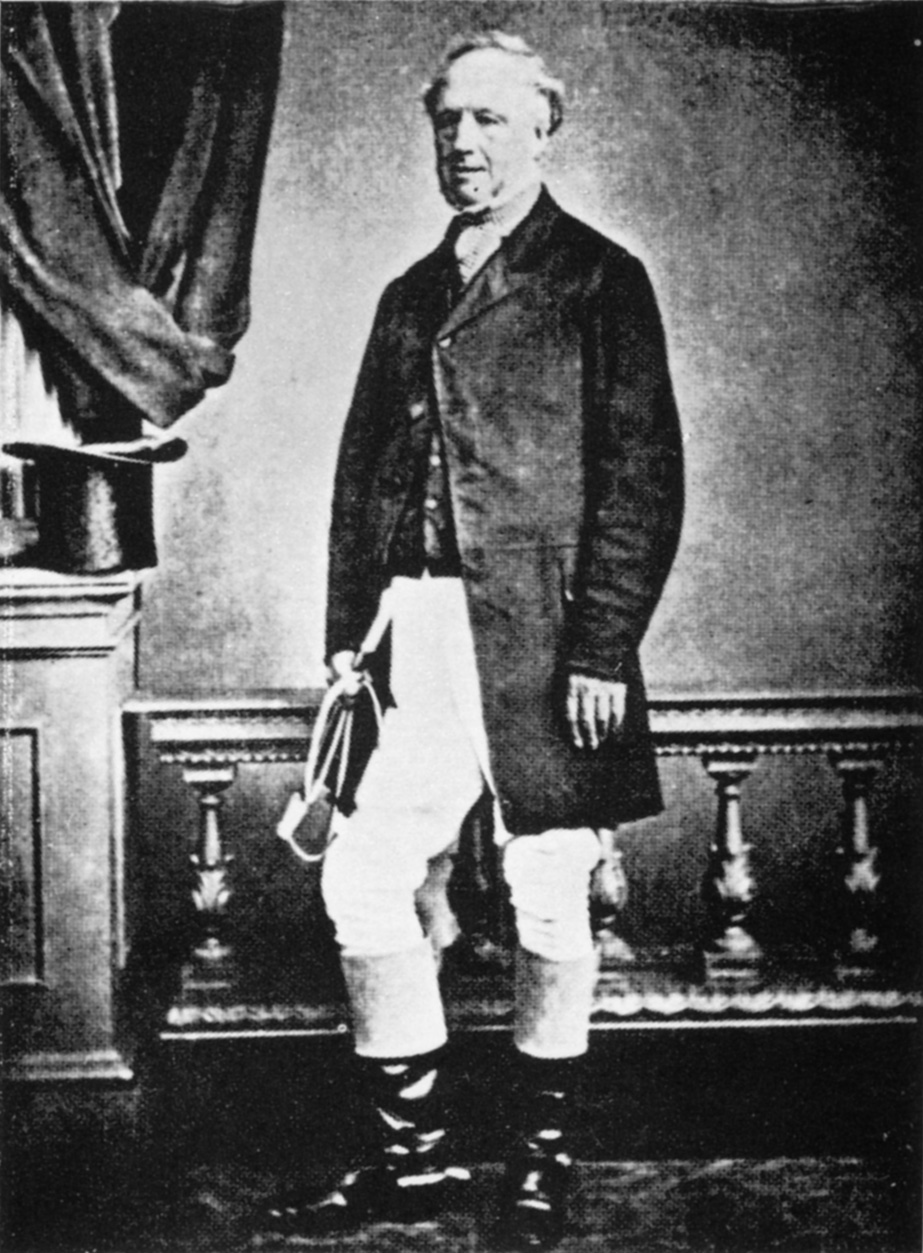
John Russell

John „Jack“ Russell (* 12. Dezember 1795 in Dartmouth, Devon, England; † 28. April 1883) war ein britischer Pfarrer und Hundezüchter.
Russell war Pfarrer und verbrachte den größten Teil seines Lebens in Swymbridge (Devon). Er war ein großer Reiter und Jäger und hatte sich der Terrierzucht verschrieben. 1873 war er einer der Gründungsmitglieder des Kennel Club. Er war auch ein geachteter Richter auf Zuchtschauen, unter anderem für Foxterrier. Er starb im Alter von 87 Jahren. Die königliche Familie kondolierte und etwa 1000 Bauern aus der Umgebung gaben ihm sein letztes Geleit.
John Russell ist hauptsächlich bekannt, weil er zwei Hunderassen seinen Namen gegeben hat, dem Jack Russell Terrier und dem etwas größeren Parson Russell Terrier.
| Personendaten    | Personendaten                       |
| ---------------- | ----------------------------------- |
| NAME             | Russell, John                       |
| ALTERNATIVNAMEN  | Russell, Jack (Spitzname)           |
| KURZBESCHREIBUNG | britischer Pfarrer und Hundezüchter |
| GEBURTSDATUM     | 12. Dezember 1795                   |
| GEBURTSORT       | Dartmouth, Devon, England           |
| STERBEDATUM      | 28. April 1883                      |